# Joseph Skipsey
Joseph Skipsey, född 17 mars 1832, död 3 september 1903 var en poet och kolgruvearbetare från Northumberland i nordöstra England. 
Skipsey var en av ett antal författare som var känd som 'The Pitman Poet'. 
Bland hans mest kända verk är balladen The Hartley Calamity, som skildrar de sista timmarna för offren för katastrofen vid kolgruvan Hartley i januari 1862. Vid olyckan dog totalt 204 män och pojkar.
Skipseys far mördades av polis under en strejk den 8 juli 1832, när Skipsey bara var några månader gammal. Han började arbeta i gruvorna som sjuåring. För att bryta av tristessen i de långa timmarna i mörkret lärde Skipsey sig att läsa och skriva genom kasserade tidningar, annonser, teaterprogram och andra trycksaker. Han kopierade texterna i krita på trädörren han arbetade vid.